# Iulia Iordan
Iulia Iordan  (n. iulie 1981, Ciolăneștii din Deal, Teleorman, România) este o scriitoare, curatoare și specialistă în educație muzeală română, autoare de cărți pentru copii.

## Biografie
În 2005 Iordan a absolvit Facultatea de Filosofie a Universității din București iar în 2007 un master în Teoria și Practica Imaginii la Centrul de Excelență în Studiul Imaginii al aceleiași universități
Timp de zece ani a fost educator muzeal la Muzeul Național de Artă al României, unde a realizat programe educative cu copii de diverse vârste.

## Carieră

### Educație muzeală
Iulia Iordan organizează ateliere pentru copii în muzee din București colaborând cu Muzeul Național de Artă al României, Muzeul Municipiului București,  Asociația Da’DeCe, De Basm și platforma Cultura în educație.
În 2016 realizează cartea-traseu ”Da’DeCe să mă întorc în timp?”  în care prezintă pe înțelesul copiilor patrimoniul construit sau natural al orașului București, urmând un traseul cultural pe Calea Victoriei.

### Literatură pentru copii

#### De basm
Împreună cu Victoria Pătrașcu, Adina Rosetti și Laura Grunberg, Iordan fondează în 2017 De Basm - Asociația scriitorilor pentru copii și adolescenți pentru a contribui la dezvoltarea literaturii pentru acest public în România. Un proiect major al asociației coordonat și de  Iordan a fost Nesupusele, - o carte în două volume despre 100 de femei senzaționale din istoria României.

#### Ateliere de scriere de povești
Din 2019 Iordan a participat cu ateliere pentru copii la Caravanele organizate de De Basm în școli și biblioteci din mediul rural. În 2022, în cadrul proiectul Roma S/Heroes, desfășurat de asociația Cu Alte Cuvinte și co-finanțat de Administrația Fondului Cultural Național, Iulia Iordan împreună cu jurnalista Delia Marinescu i-a coordonat pe tinerii romi care au intervievat artiști și activiști romi contemporani și care au scris apoi poveștile acestora. Printre cei care au fost intervievați s-a aflat și Connect-R.

### Premii și festivaluri
În 2012 Iordan primește premiul pentru cea mai frumoasă carte pentru copii la concursul „Cele mai frumoase cărți din România” pentru cartea Călătorie printre ierburi și lumină., ilustrată de Cristina Radu Iulia Iordan a participat la târguri de carte pentru copii precum Bookerini, Bookfest și în 2022 a fost invitată la FILIT în 2022.

## Opera

### Literatură pentru copii
- Călătorie printre ierburi și lumină, Editura Cartea copiilor, 2012 cu ilustrații de Cristina Radu
- Luli și căsuța din copac,  Editura Cartea copiilor, 2015 cu ilustrații de Cristina Radu
- Povești din calendar,  Editura Vellant, 2015 cu ilustrații de Veronica Neacșu
- Da’ de ce să mă întorc în timp?  Asociația Metru Cub, 2016 cu ilustrații de Anca Smărăndache
- Supa de pietre, Editura Frontiera, 2018 cu ilustrații de Szabó Zelmira ISBN: 9786069430798
- „Nesupusele”, coautor împreună cu Adina Rosetti, Iulia Iordan, Cristinia Andone, Laura Grünberg, Editura Univers, București, 2018, ISBN: 9789733410690
  - Désobéissantes (traducere în limba franceză), Belleville éditions, Paris, 2021, ISBN: 9791095604389
- Primul Punct si Al Doilea Punct, Editura Univers, 2020, cu ilustrații de Oana Ispir, ISBN: 9789733412151

### Materiale educaționale
- Da’ de ce să mă întorc în timp? Metodologie-ghid de crearea a unui traseu cultural  Asociația Metru Cub, 2016 cu ilustrații de Anca Smărăndache
- Kit pedagogic pentru bibliotecari. Cum îi conducem pe copii în lumea poveștilor prin activități și jocuri creative, De basm, 2022 (co-autor)